# Albert Marquet
Albert Marquet (født 27. marts 1875 i Bordeaux; død 14. juni 1947 i Paris) var en fransk maler, i en periode tilknyttet den fauvistiske bevægelse.;
Marquet forlod 1890 fødebyen Bordeaux og begyndte studier i Paris på École nationale supérieure des arts décoratifs hvor han 1892 blev venner med Henri Matisse.
1898 opholdt han sig i Gustave Moreaus atelier, hvor foruden Matisse allerede Georges Rouault, Charles Camoin og Henri Manguin arbejdede.
1903 var han medstifter af Salon d'Automne, og fra 1910 udstillede han på Salon des Indépendants.
| - Portrætter - Portræt af Marquets mor, ca. 1898 - Selvportræt, 1904 - Selvportræt Ca. 1904 - Selvportræt Før 1908 - Portræt af hustruen Marcelle Marquet, 1931 |

| - Værker af Albert Marquet efter år - Agay ved Rivieraen, 1905 - Broen Saint-Michel og Notre Dame, 1905 Le Pont Saint-Michel et Notre-Dame - Fécamp, 1906 Stranden ved Sainte-Adresse i Normandiet - Landskab fra syden, 1906 Paysage du Midi - Sergent i de franske kolonitropper, 1906/07 (en) Le Sergent de la coloniale - Vesuv, ca. 1909 - Nøgenmodel i modlys, 1909 Nu en contre-jour |

| - Nøgenmodel på divan, 1912 Nude on a Divan - Havnen i Marseille, 1916 Le Port de Marseille - Blond kvinde, 1919 La femme blonde - Sandklitten Le Pilat ved Bordeaux, 1935 - Havnen i Algier i tåge, 1943 Le port d'Alger sous la brume |